# Astana Open 2022
Astana Open 2022 este un turneu profesionist de tenis masculin care se desfășoară pe terenuri dure acoperite. Este a treia ediție a Astana Open și face parte din ATP Tour 500 din sezonul ATP Tour 2022. Turneul a fost actualizat la nivelul ATP 500 după anularea turneelor din China în 2022 din cauza pandemiei COVID-19 aflată în curs de desfășurare. Turneul are loc la Astana, Kazahstan, în perioada 3-9 octombrie. Turneul feminin a fost întrerupt anul acesta.

## Campioni

### Simplu
Pentru mai multe informații consultați Astana Open 2022 – Simplu

### Dublu
Pentru mai multe informații consultați Astana Open 2022 – Dublu

## Puncte și premii în bani

### Distribuția punctelor
| Probă           | C   | F   | SF  | QF | R16 | R32 | R64 | Q  | Q2 | Q1 |
| Simplu masculin | 500 | 300 | 180 | 90 | 45  | 20  | 0   | 10 | 4  | 0  |
| Dublu masculin  | 500 | 300 | 180 | 90 | 0   | N/A | N/A | 45 | 25 | 0  |

### Premii în bani
| Probă  | C         | F         | SF        | QF       | R16      | R32     | Q2  | Q1  |
| Simplu | 355.310 $ | 191.180 $ | 101.890 $ | 52.060 $ | 27.785 $ | 5.730 $ |     |     |
| Dublu* | 116.710 $ | 62.240 $  | 31.490 $  | 15.750 $ | 8.150 $  | N/A     | N/A | N/A |

*per echipă